# Tugali suteri
Tugali suteri is een slakkensoort uit de familie van de Fissurellidae. De wetenschappelijke naam van de soort is voor het eerst geldig gepubliceerd in 1916 door Thiele.